# Ladoga nigrina
Ladoga nigrina är en fjärilsart som beskrevs av Gustav Weymer 1884. Ladoga nigrina ingår i släktet Ladoga och familjen praktfjärilar. Inga underarter finns listade i Catalogue of Life.